# Gostomysl
Gostomysl (russ. Гостомысл) war ein legendärer slawischer Herrscher von Nowgorod im 9. Jahrhundert.

## Historische Erwähnungen
Gostomysl wurde erstmals in altrussischen Chroniken des 15. und 16. Jahrhunderts erwähnt.
Die Joachimschronik beschrieb Geschehnisse um Gostomysl ausführlich.

## Name
Gostomysl war ein westslawischer Name.
844 wurde Goztomuizli, ein Herrscher der Obodriten erwähnt.

## Geschichte
Gostomysls Herrschaft wird mit einem Bund nördlicher ostslawischer und anderer Stämme assoziiert, der entstand, um der Bedrohung durch die Waräger zu begegnen. Der Bund umfasste die Ilmenslawen, die Kriwitschen, die Merja und die Tschuden.
Sergei Platonow und Alexei Schachmatow glaubten, dass sich die Hauptstadt dieses Bundes in Russa befand und Gostomysl einer ihrer Anführer war.
Laut  Joachimschronik wurde Gostomysl von den Ilmenslawen zum obersten Herrscher auserwählt. Er soll die Waräger aus Russland vertrieben haben, die während der Herrschaft seines Vorgängers Buriwoj das Land erobert hatten. Gostomysl hatte keine männlichen Nachkommen, denn alle seine vier Söhne starben noch während seiner Lebenszeit.
Die in der Joachimschronik niedergeschriebene Legende besagt, dass er einmal einen Traum von seiner Tochter Umila hatte, aus deren Schoß ein großer Baum erwuchs. Die heidnischen Priester interpretierten dies als eine Prophezeiung, dass Umilas Sohn einst ein großer Anführer werden und die Herrschaft über ein riesiges Gebiet erlangen würde. Dieser Sohn war laut der Joachimschronik Rurik, der von den Nowgorodern später als Fürst gerufen wurde, und seinen Großvater als Herrscher von Nowgorod beerbte. Ruriks Nachfahren regierten den größten Staat Europas, die Kiewer Rus. Die Legende stellt also einen Zusammenhang zwischen der Rurikiden-Dynastie und den vorausgehenden slawischen Herrschern her.

## Wirkungsgeschichte
Die Gostomysl-Legende fand großen Anklang bei den Schriftstellern und Gelehrten im patriotischen Milieu der Regierungszeit von Katharina der Großen, als antinormannistische Hypothesen über die Entstehung Russlands aufkamen.
Allerdings maßen die Historiker Gerhard Friedrich Müller und Nikolai Karamsin der Geschichte Tatischtschews keine große Glaubwürdigkeit bei und äußerten die Vermutung, dass es um eine Fehldeutung zweier slawischer Worte handelt (Gost für Gast und Mysl für Gedanke).
Obwohl Gostomysls Existenz von vielen modernen Historikern angezweifelt wird, ist gleichzeitig klar, dass es sich nicht um eine künstliche Wortkreation im Sinne Müllers und Karamsins handeln konnte. In deutschen Chroniken fanden sich Aufzeichnungen davon, dass Ludwig der Deutsche im Jahr 844 gegen den „rex Gostomuizli“ der Obodriten in den Kampf zog. Die Geschichte von Umilas Traum birgt erstaunliche Ähnlichkeit mit der Legende von der Geburt Haralds Hårfagre in einigen norwegischen Sagas, die von einem genealogischen Baum handeln, den seine Mutter am Vorabend seiner Geburt gesehen haben soll. Er sollte ein Symbol für die Hårfagre-Dynastie sein, die Harald begründete.